# José P. Castiano
José P. Castiano é um filósofo Moçambicano. É professor de filosofia na Universidade Pedagógica de Moçambique. Segue a linha da sagacidade filosófica elaborada pelo queniano Henry Odera Oruka, promovendo o diálogo entre a filosofia acadêmica e a sabedoria filosófica tradicional. Castiano conduz entrevistas com esses sábios, e desenvolve um projeto que denomina de intersubjectivação.

## Obras
- Pensamento Engajado: Ensaios sobre Filosofia Africana, Educação e Cultura Política. Com Severino Elias Ngoenha. Editora EDUCAR. 2011.
- Filosofia africana: da sagacidade à intersubjectivação. Editora EDUCAR. 2015.
- Referenciais da Filosofia Africana:Em Busca da Intersubjectivação (2010)